# Heizmannia carteri
Heizmannia carteri är en tvåvingeart som beskrevs av Amerasinghe 1993. Heizmannia carteri ingår i släktet Heizmannia och familjen stickmyggor.
Artens utbredningsområde är Sri Lanka. Inga underarter finns listade i Catalogue of Life.